# 约翰·米凯尔松
约翰·米凯尔松（瑞典語：John Mikaelsson，1913年12月6日—1987年6月16日），瑞典男子田径运动员，主攻竞走。他曾代表瑞典参加1948年和1952年夏季奥林匹克运动会田径比赛，共获得二枚金牌。